# 알레포소나무
알레포소나무(Aleppo---, 학명: Pinus halepensis 피누스 할레펜시스[*])는 소나무과의 나무이다. 예루살렘소나무로도 알려져 있다.

## 이름
이름은 시리아 북부의 도시인 알레포에서 따왔다. 종소명 "할레펜시스(halepensis)"는 알레포의 아랍어 이름인 "할랍(حَلَب)"에서 유래했다.

## 분포
건조하고 더운 지중해 연안 지역 바닷가의 양지바른 언덕이나 비탈에 분포한다. 보통 수준원점에서 해발 200m 사이의 저고도 지대에 분포하지만, 스페인 남부에서는 해발 1,000m, 크레타에서는 해발 1,200m, 모로코와 알제리, 튀니지에서는 1,700m에 이르는 지역에까지 분포하기도 한다.
포르투갈의 알가르브와 스페인의 코스타브라바에서는 멸종위기에 처해 있으며, 오스트레일리아, 뉴질랜드 및 남아프리카 공화국에서는 생태계를 교란하는 외래종이다.

## 생태와 특징
키가 6~25m 정도 되는 침엽 소교목 또는 교목으로, 나무줄기 지름은 보통 60cm 정도, 아주 크게는 1m 정도에 이른다. 나무껍질은 붉은 색을 띠며, 줄기 아랫쪽에서는 깊은 균열이 생기며 윗쪽 가지에서는 얇게 벗겨진다.
잎은 아주 얇으며, 길이는 5~12cm이고 연두색이나 밝은 녹색을 띤다. 마주나거나 드물게 3장씩 뭉쳐난다.
암수한그루로, 암꽃과 수꽃이 같은 나무에 달린다. 열매는 반폐쇄성 구과로, 따뜻하고 산불이 없을 때만 열린다. 닫혀있을 때 길이 5~12cm, 너비 2~3cm 정도로 비교적 가늘다. 처음에는 녹색을 띠다가 24개월가량 지나면 적갈색으로 익는다. 이후 몇 년에 걸쳐서 천천히 열리는데, 다 열리면 너비가 5~8cm에 이른다. 씨는 길이가 5~6mm 정도이며, 길이 20mm 정도 되는 날개가 달려 있어 바람으로 수분된다.
내한성이 약하며, 빗자루병에 걸리기 쉽다.

## 재배와 이용
토양 침식을 막아주는 방풍림으로 조성되며, 분재나 정원 가꾸기 등에 사용되는 왜성 품종을 개발하는 데도 이용된다.
목재로는 잘 쓰이지 않고, 주로 땔감으로 쓰거나 숯을 만든다. 과거에는 갱목이나 침목, 전봇대로도 쓰였다.
나뭇진이 향료로 쓰기도 한다. 그리스에서는 나뭇진 포도주인 레치나를 만들 때 알레포소나무 진으로 향미를 낸다.
잣과 비슷한 열매가 식재료로 쓰이기도 한다. 튀니지에서는 후식인 아시다 즈꾸꾸를 만들 때 사용되는데, "즈꾸꾸(زقوقو)"는 현지에서 알레포소나무를 부르는 이름이다.

## 근연종
브루티아소나무, 카나리아소나무, 해안소나무와 근연관계가 있으며, 여러 특징을 공유한다.

## 사진

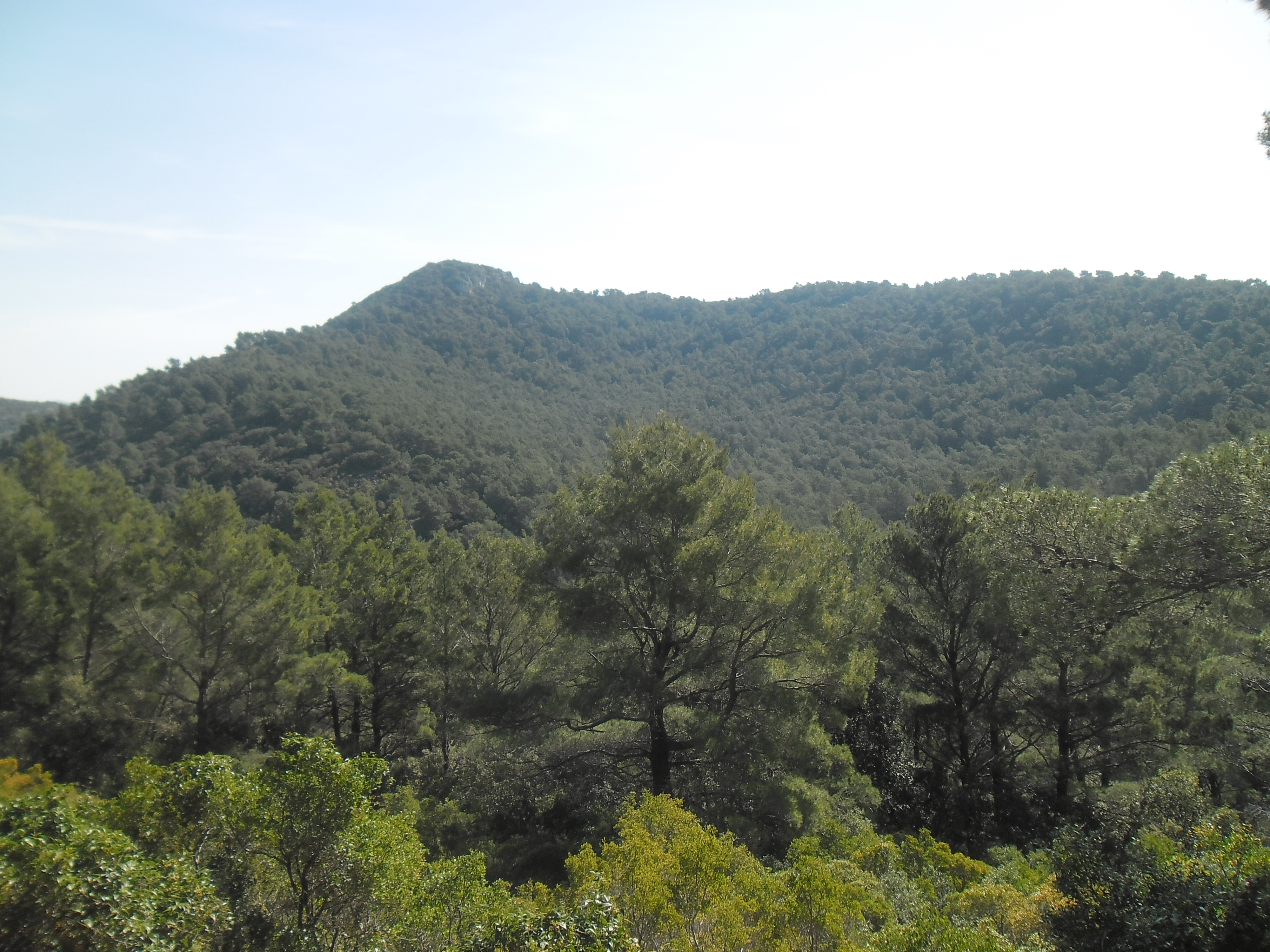
알레포소나무 숲
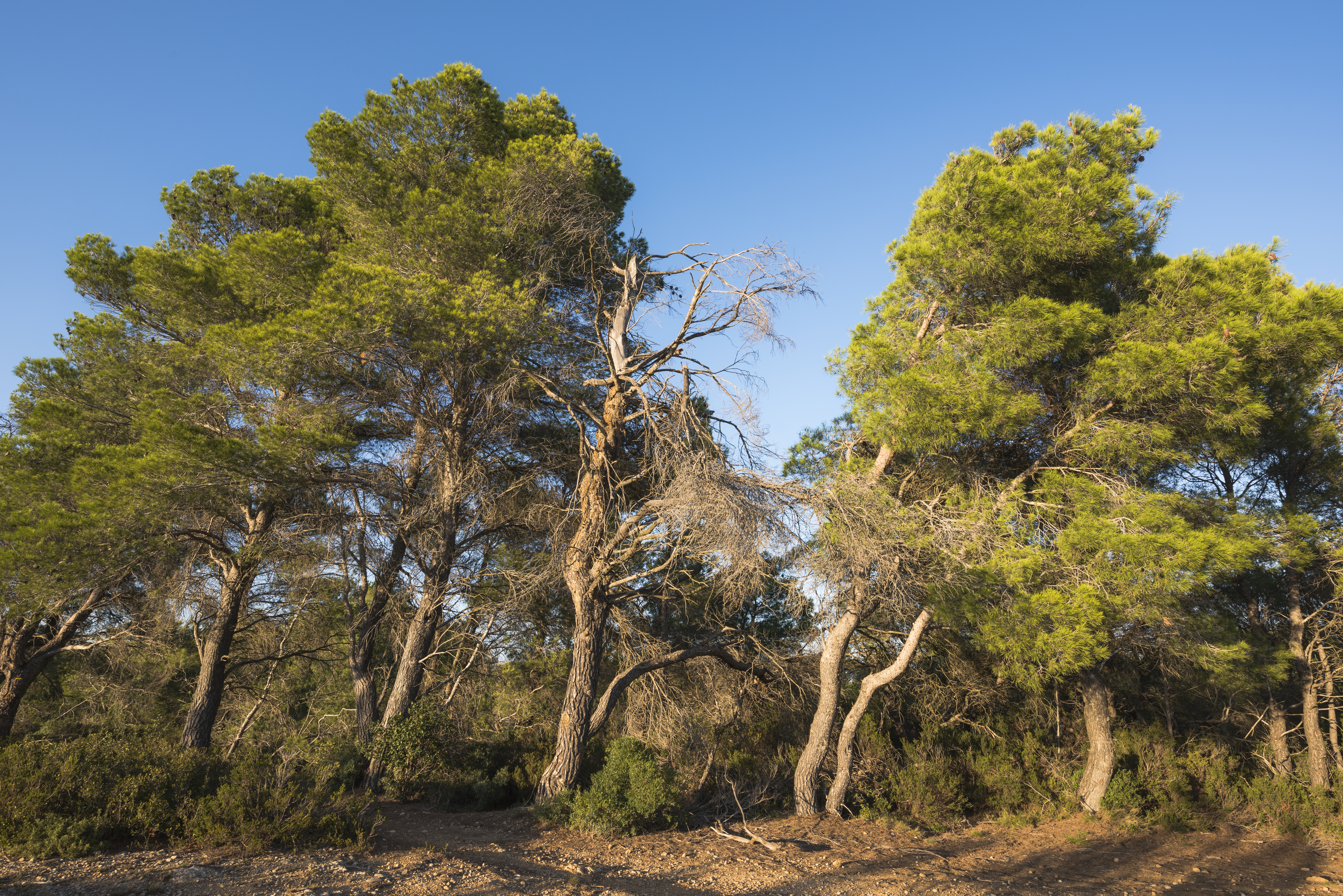
알레포소나무 군락
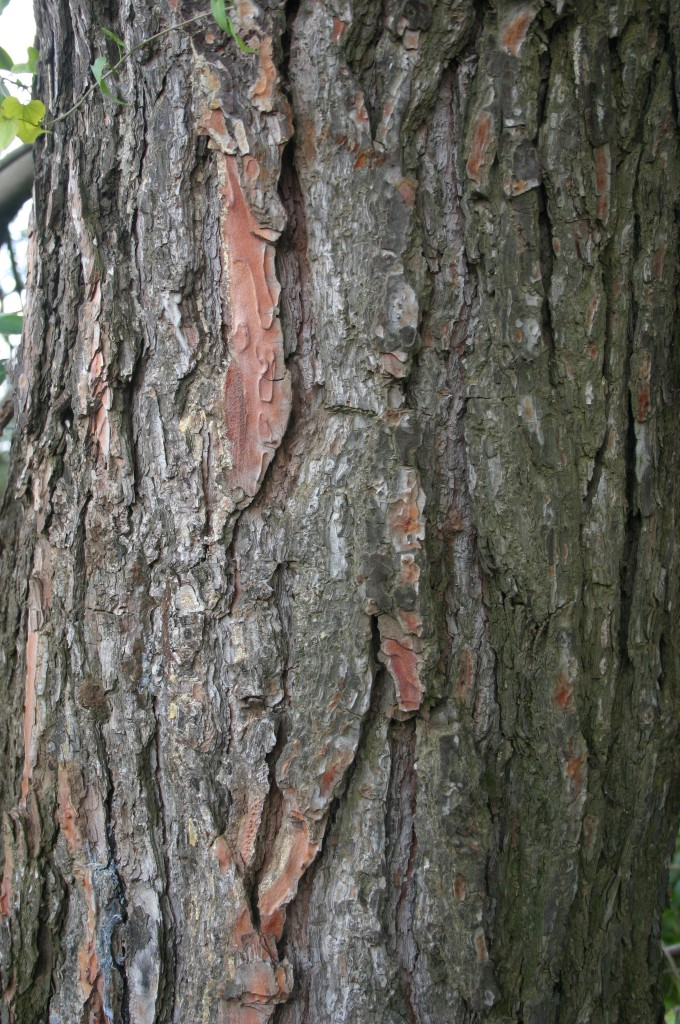
나무줄기, 껍질
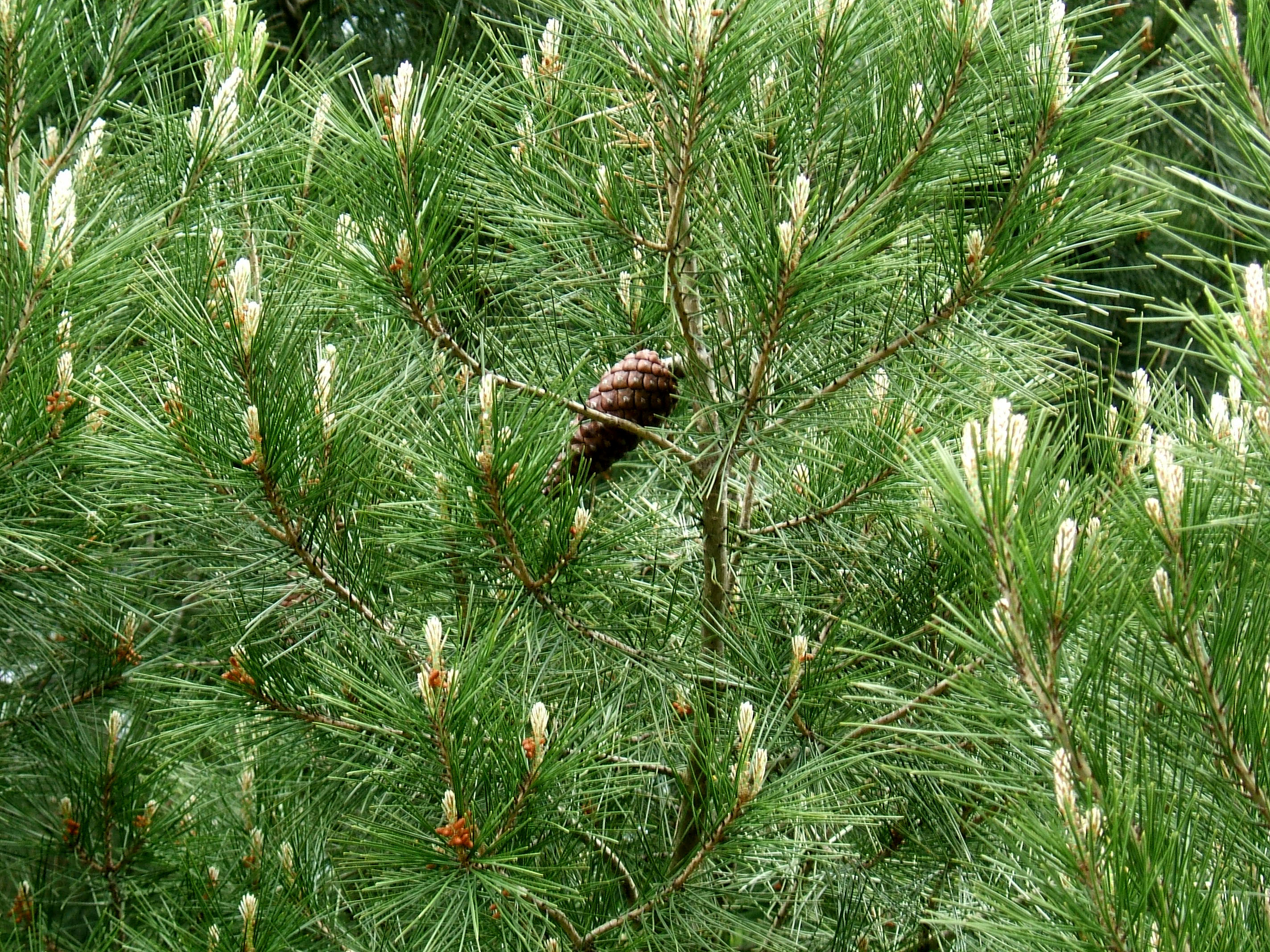
솔잎
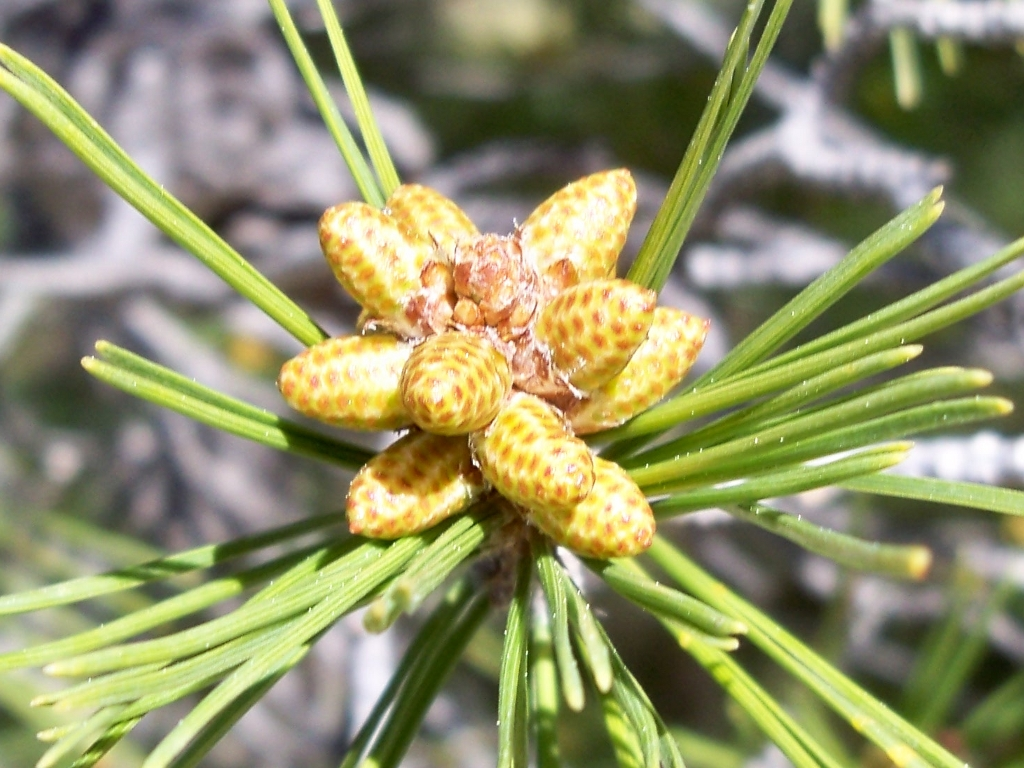
수꽃
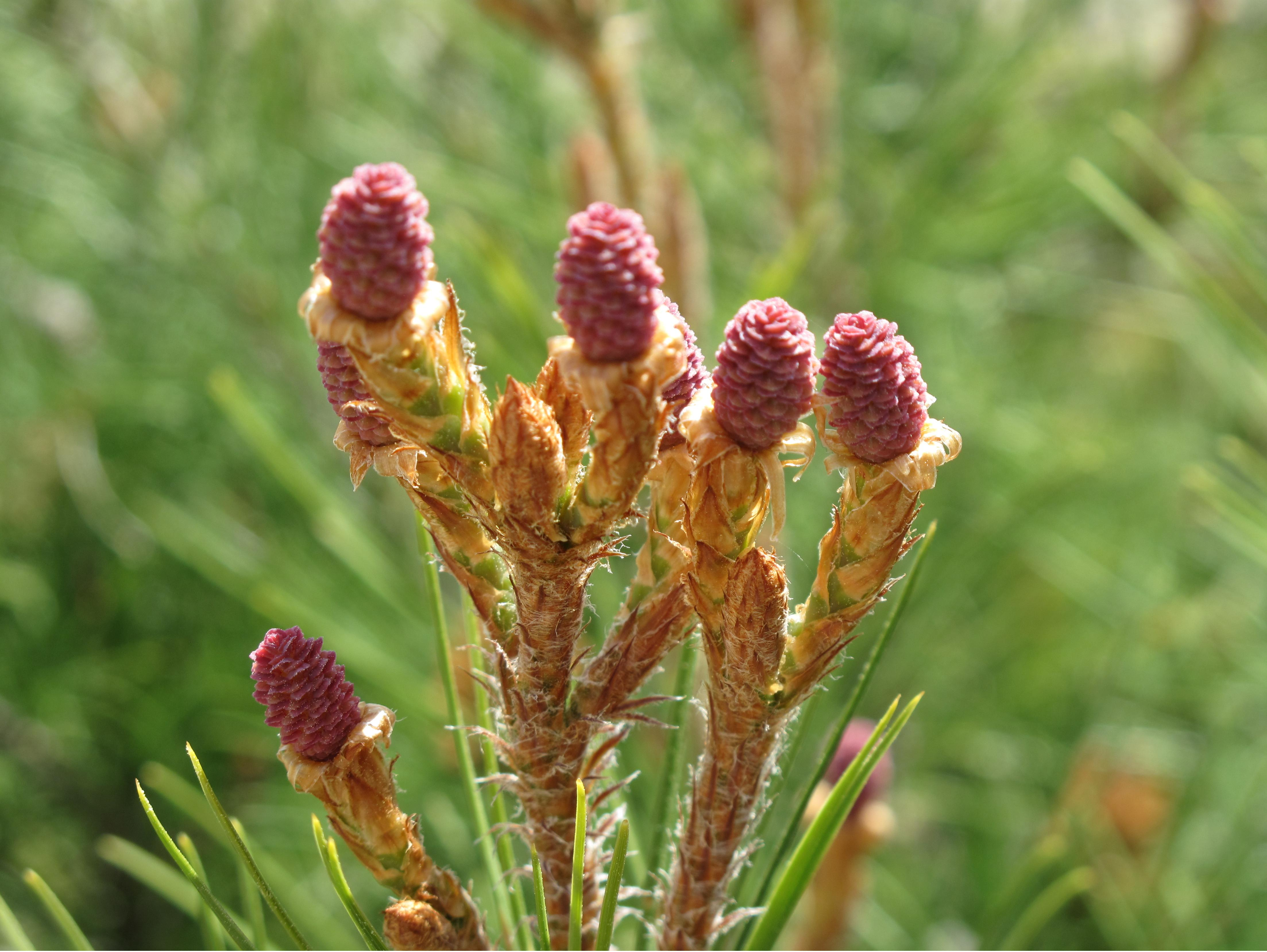
어린 솔방울
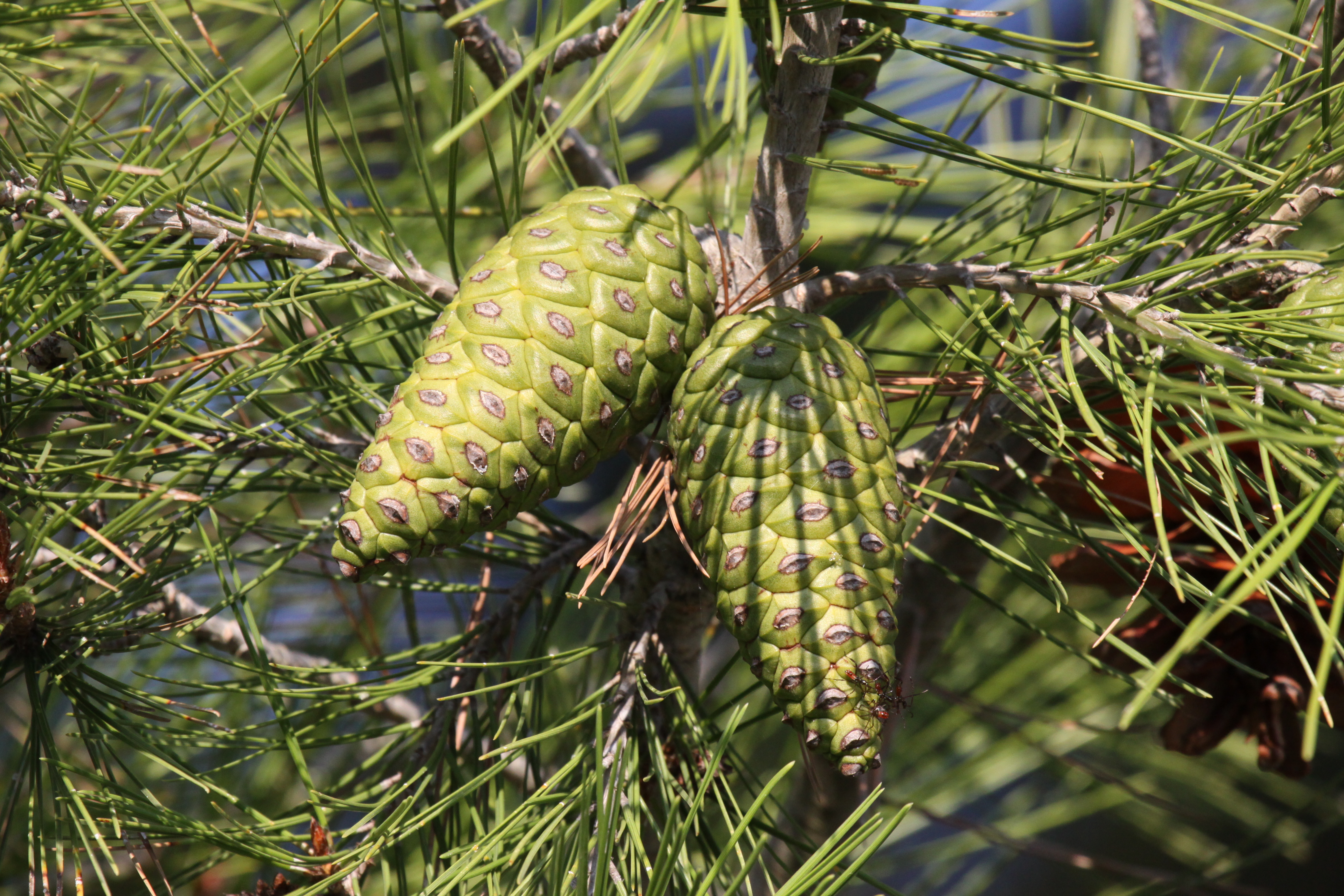
닫힌 솔방울
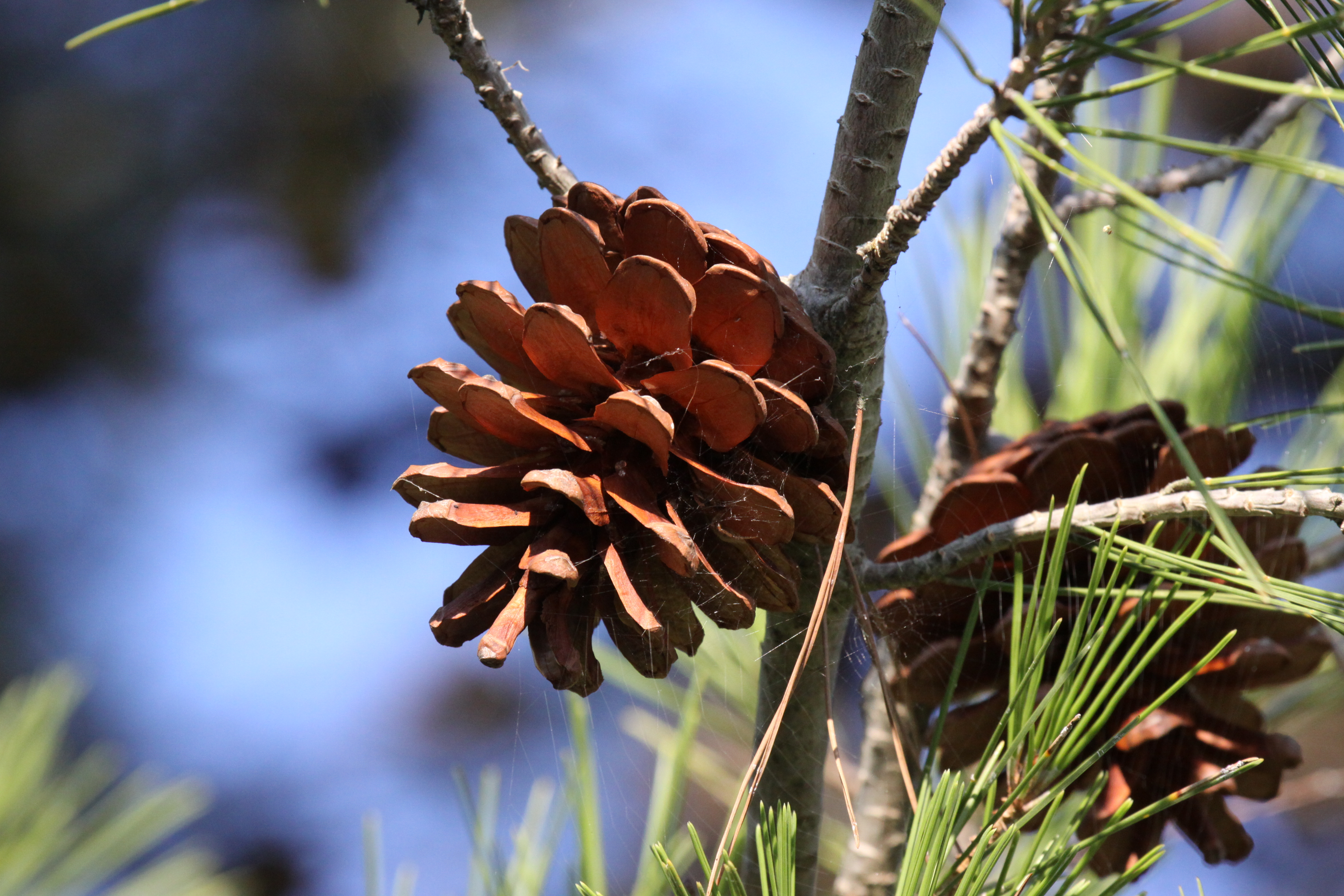
열린 솔방울
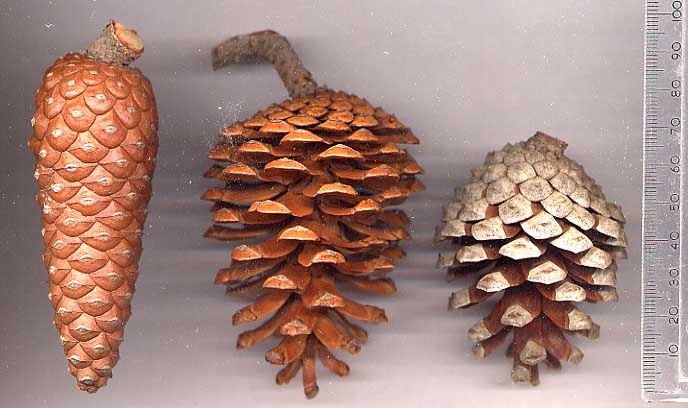
솔방울
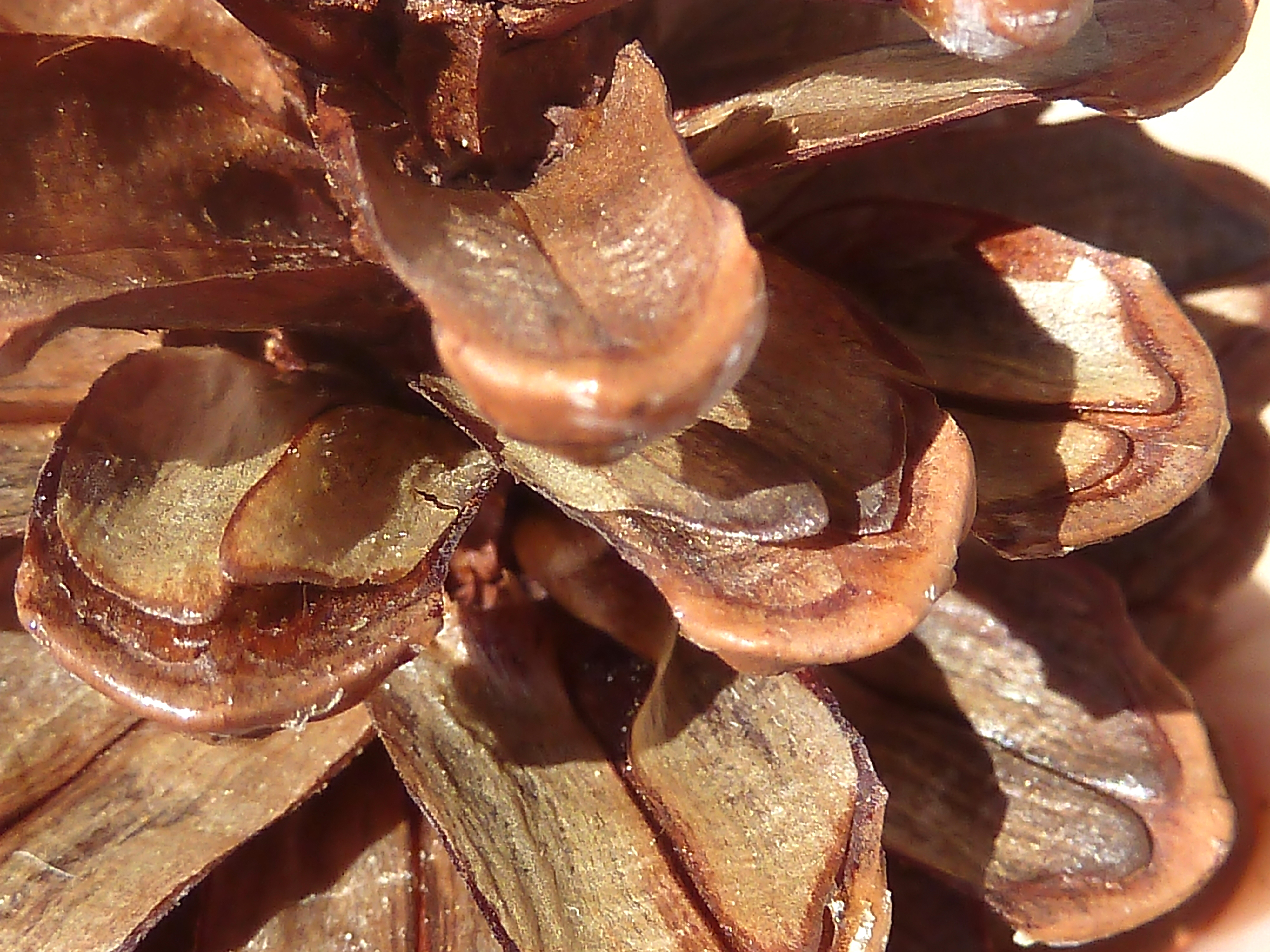
솔비늘
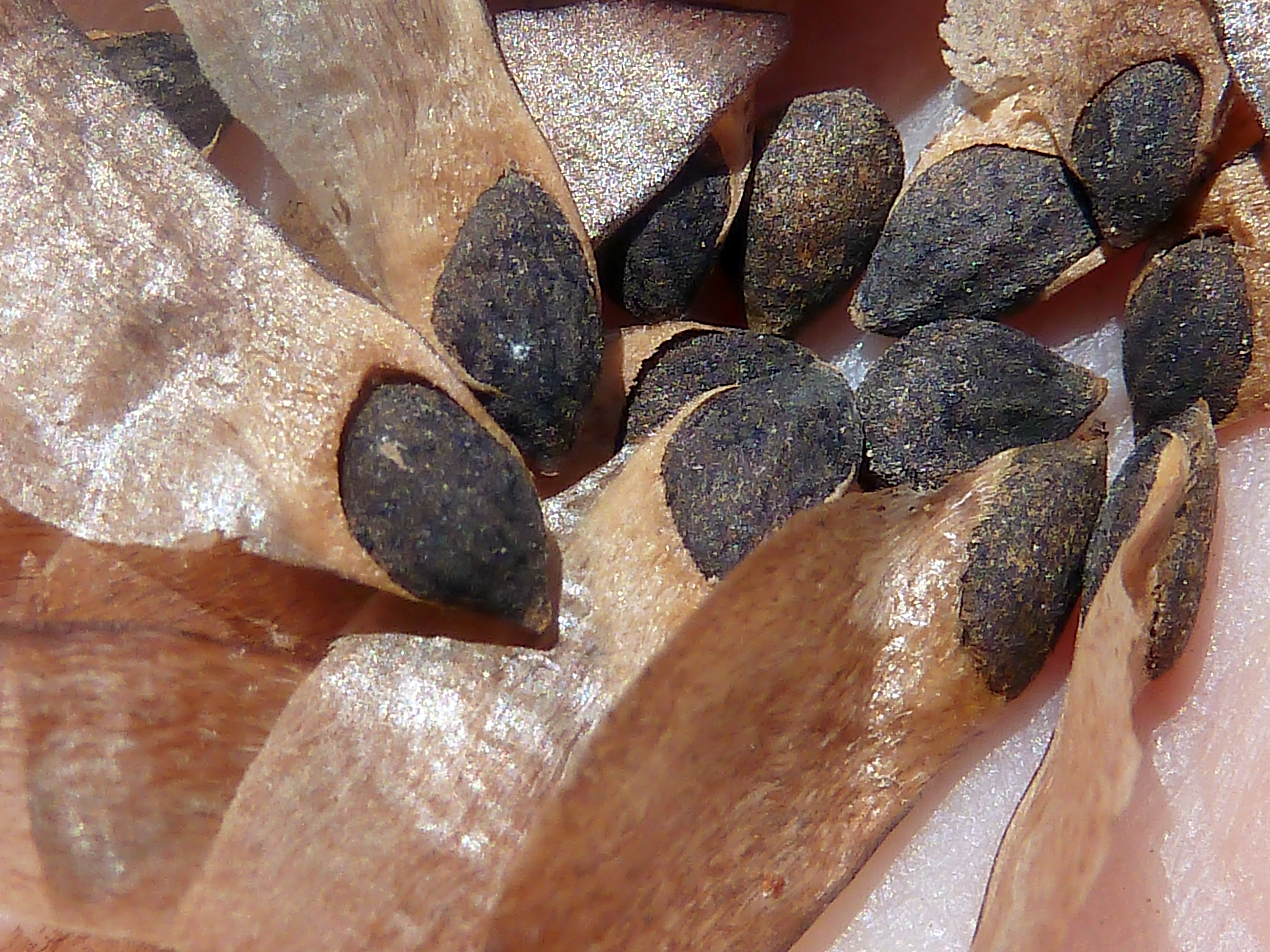
씨